# Gmina Egebjerg
Gmina Egebjerg (duń. Egebjerg Kommune) - istniejąca w latach 1970-2006 gmina w Danii w okręgu Fionii (Fyns Amt). 
Siedzibą władz gminy było miasto Vester Skerninge. 
Gmina Egebjerg została utworzona 1 kwietnia 1970 na mocy reformy podziału administracyjnego Danii. Po kolejnej reformie administracyjnej w roku 2007 weszła w skład nowej gminy Svendborg.

## Dane liczbowe
- Liczba ludności: (♀ 4442 + ♂ 4350) = 8792
  - wiek 0-6: 8,2%
  - wiek 7-16: 15,2%
  - wiek 17-66: 62,1%
  - wiek 67+: 14,5%
- zagęszczenie ludności: 71,5 osób/km² (2004)
- bezrobocie: 5,9% osób w wieku 17-66 lat
- cudzoziemcy z UE, Skandynawii i USA: 72 na 10 000 osób
- cudzoziemcy z krajów Trzeciego Świata: 151 na 10 000 osób
- liczba szkół podstawowych: 4 (liczba klas: 49)